# Mauvezin (hrad)
Hrad Mauvezin je zachovalý hrad na okraji vesnice Mauvezin v jihozápadní části francouzských Pyrenejí. Je situován na 567 m vysokém vrcholku a je vystavěn ve čtvercovém půdorysu ze šedivého kamene. Hradní věž má po obvodu střílny.
Původně zde stála římská pevnost. Jedním z mnoha střídajících se majitelů byl i Gaston Fébus (hrabě z Foix a vikomt z Béarn), místní hrdina, o němž psal i kronikář stoleté války Jean Froissart.

## Dějiny
Místo, které bylo osídleno již od protohistorie, bylo ve vrcholném středověku přeměněno na hrad. V 11. století zde byl hrabaty z Bigorre postaven opevněný hrad. Kolem roku 1380 jej přestavěl Gaston Fébus a hrad zůstal v držení rodu Béarn-Foix, jehož představitelé se později stali navarrskými králi; tak se dostal do vlastnictví Jindřicha IV.
Po připojení Bigorre k Francouzskému království v roce 1607 upadl hrad v zapomnění. Byl postupně rozebírán na stavební materiál, který byl použit na jiné stavby. V době, kdy byl hrad v troskách, se podle místní tradice stal místem sabatu pro čarodějnice z regionu. Ve 20. století byl hrad restaurován a sídlí v něm historické a folklorní muzeum Béarnu a Bigorre. Hrad a tvrz Gastona Fébuse byly zapsány jako historická památka dekretem z 22. prosince 1941. Na hradě Mauvezin se nachází knihovna Escòla Gaston Fébus.

## Popis
Hrad Mauvezin s ohradní zdí a čtyřhrannou pevností je charakteristickým příkladem jižní vojenské architektury.
Sedmatřicet metrů vysoká pevnost má zdi silné tři a půl metru u základny a dva metry nahoře. Jsou postaveny z větší části z valounů z řeky Arros, místy promíchaných s vrstvami cihel. Použité vápno pocházelo z nedalekých lomů severozápadně od hradu. Hradby pevnosti tvoří obdélníkový čtyřúhelník o délce 35 metrů na každé straně, mají výšku 15 metrů, jsou zpevněné sedmi silnými opěráky a zakončené dva metry širokým ochozem. 